# Policles de Macedònia
Policles (en llatí Polycles, en grec antic Πολυκλη̂ς) fou un general macedoni al que Antípater (regent de Macedònia) va encarregar el comandament de Tessàlia mentre ell mateix anava a Àsia en suport de Cràter d'Orèstia (321 aC).
La Lliga Etòlia va aprofitar l'absència del regent per envair Lòcrida i assetjar Amfissa. Policles va anar en ajut de la ciutat, però fou derrotat completament pels etolis, el seu exèrcit destruït i ell mateix va morir en la lluita.